# Jesús de la Morena
Jesús de la Morena Enríquez (1975) es un deportista español que compitió en duatlón. Ganó una medalla de bronce en el Campeonato Europeo de Duatlón Campo a Través de 2015.

## Palmarés internacional
| Campeonato Europeo | Campeonato Europeo       | Campeonato Europeo | Campeonato Europeo |
| Año                | Lugar                    | Medalla            | Prueba             |
| ------------------ | ------------------------ | ------------------ | ------------------ |
| 2015               | Castro Urdiales (España) | Medalla de bronce  | Individual         |